# Irfan Ljubijankić
Irfan Ljubijankić (26 de noviembre de 1952 – 28 de mayo de 1995) fue un político, diplomático, compositor y cirujano facial bosnio. Se desempeñó como ministro de asuntos exteriores de la República de Bosnia y Herzegovina entre 1993 y 1995. Ljubijankić falleció el 28 de mayo de 1995 cuando su helicóptero fue impactado por un misil en el área de Cetingrad, una localidad croata cerca de la frontera bosnia que se encontraba tomada por rehenes serbios en ese momento. El diplomático se encontraba volando de Bihać a Zagreb en una misión del gobierno. Los otros seis ocupantes del helicóptero también murieron. Ljubijankić estaba casado y tenía dos hijos.
Después de su muerte, el cantante Yusuf Islam, amigo personal de Ljubijankić, grabó una canción en memoria del diplomático titulada "I Have No Cannons That Roar".